# 本間誠
本間 誠（ほんま まこと、1897年（明治30年）11月21日 - 1981年（昭和56年）9月12日）は、大日本帝国陸軍の軍人。陸軍大佐。号は「一貫」。

## 経歴
新潟県出身。農商務省の官吏であった本間啓太郎の次男として生まれる。兄は福岡県知事を務めた本間精。弟は日立製作所副社長を務めた本間博。
仙台陸軍幼年学校16期卒、陸軍士官学校31期卒。歩兵第65連隊に配属されたが、1925年（大正14年）1月の廃止につき歩兵第29連隊に転じる。陸軍歩兵大尉の時の1931年9月に満州事変を迎え、中隊長として参加。同月11月、関東軍司令部付として満州国興安総省警備軍軍事顧問（教官）を拝命。翌年4月の興安軍創設に参加した。8月のホロンバイル事件では興安南警備軍を率いてハイラルに進軍。のち、満州国軍政部顧問に転じ、満州国軍の整備に携わる。
1933年より林西県を拠点とし、外蒙古の錫林郭爾盟との折衝を担当。1936年8月、原隊復帰。1937年の日中戦争勃発に伴い再び満州に駐屯するが、軍事顧問としての実績を評価され、8月に陸軍省軍務局課員に転じて満州関係の事務を担当。また陸大臨時教官も務めた。のち、北支那方面軍司令部附として再び大陸に赴任し、宣撫工作や臨時政府関係の政務・行政を担当。陸軍省兵務局員として後方勤務要員養成所教官に赴任し、陸軍中野学校の正式成立後は第3期生（乙種Ⅱ長期、1940年12月～）の訓育主任を兼務。続いて初代学生隊長（第4期担当、1941年7月～）を担当していたが、間もなく北支那方面軍司令部に戻り、保定特務機関補佐官、徳県特務機関長（1942年4月～）を経て唐山の独立混成第8旅団高級参謀に赴任。中野学校卒業生の斡旋を方面軍参謀部に直談判して5名からなる直轄の工作隊を編成。唐山北方の在家塢を拠点とし、白酒の生産再開や市場の復興を通して民心の確保に成功した。
大戦末期に天津陸軍連絡部長に転じた。当時の華北は戦況悪化に伴う物資欠乏で統治が崩壊しかかっており、青幇や海賊を通して確保した配給物資の放出、金塊操作で得た余剰金による公務員の給料確保などを実施。また燃料不足や空襲で途絶した輸送路の再開も試みたが、実現できぬまま終戦を迎えた。陸軍大佐、金鵄勲章受章。北京戦犯収容所で2ヶ月の拘留ののち復員。
1981年（昭和56年）9月12日没。

## 人物
陸大卒でないいわゆる「無天組」であるにもかかわらず、部隊勤務経験は中隊長のみで以後の軍歴の大半が幕僚・司令部勤務という異例の経歴を持つ。